# Tage Gavik
Tage Magnus Gavik, född 30 juli 1914 i Vasa församling, Göteborg, död 4 oktober 1981 i Högsbo, Göteborg, var en svensk målare.
Gavik studerade vid Hovedskous målarskola i Göteborg  Hans konst består av realistiskt målade huskroppar och stadsbilder från Göteborg, Grekland och Spanien. Separat ställde han ut på bland annat Göteborgs konsthall. Gavik är representerad vid Göteborgs museum.

### Fotnoter
1. ↑  Göteborgs stadsmuseum